# DSA-107
La DSA-107 es una carretera perteneciente a la Red Secundaria de la Diputación Provincial de Salamanca que une la  N-501  con la localidad de Carpio-Bernardo.
También pasa por las localidades de Machacón y Villagonzalo de Tormes.

## Origen y Destino
La carretera  DSA-107  tiene su origen en Calvarrasa de Abajo en la intersección con la carretera  N-501 , y termina en la localidad de Carpio-Bernardo formando parte de la Red de carreteras de Salamanca.